# Heterachthes flavicornis
Heterachthes flavicornis là một loài bọ cánh cứng trong họ Cerambycidae.